# Stelis declivis
Stelis declivis är en orkidéart som först beskrevs av John Lindley, och fick sitt nu gällande namn av Carlyle August Luer. Stelis declivis ingår i släktet Stelis och familjen orkidéer. Inga underarter finns listade i Catalogue of Life.